# Scardinius dergle
Scardinius dergle är en fiskart som beskrevs av Heckel och Kner, 1858. Scardinius dergle ingår i släktet Scardinius och familjen karpfiskar. IUCN kategoriserar arten globalt som nära hotad. Inga underarter finns listade i Catalogue of Life.